# Bandora (ort)
Bandora är en ort i Indien.   Den ligger i distriktet North Goa och delstaten Goa, i den sydvästra delen av landet, 1 500 km söder om huvudstaden New Delhi. Bandora ligger 32 meter över havet och antalet invånare är 12 819.
Terrängen runt Bandora är platt åt sydväst, men åt nordost är den kuperad. Terrängen runt Bandora sluttar västerut. Runt Bandora är det tätbefolkat, med 530 invånare per kvadratkilometer. Närmaste större samhälle är Madgaon, 15,0 km söder om Bandora. I omgivningarna runt Bandora växer huvudsakligen savannskog.